# Peromyscus sejugis
Peromyscus sejugis е вид бозайник от семейство Хомякови (Cricetidae). Видът е застрашен от изчезване.

## Разпространение
Разпространен е в Мексико.